# Regione di Huánuco
Huánuco è una regione situata nel centro del Perù. Confina a nord con La Libertad, San Martin, Loreto e Ucayali, a sud con Pasco, e ad ovest con la Regione di Lima e quella di Ancash, mentre ad est solo con Ucayali. La capitale della regione, Huánuco, gli dà il nome.

## Geografia fisica
Huanuco è una regione impervia, comprendente parte della sierra, della foresta pluviale e della cordigliera delle Ande. Essendo equidistante tra il nord e il sud del paese, ha il privilegio di godere di un clima estremamente mite con medie annuali attorno ai 20 °C. All'ingresso del capoluogo di provincia, Huánuco, si può osservare un cartello: "Huánuco, la città dall'eterna primavera".

## Storia
La regione è importante per i suoi paesi, le sue città, la sua storia, dove la presenza dell'uomo è antichissima. El Hombre de Lauricocha (L'uomo di Lauricocha), risale al 10000 a.C., ed è l'esempio più evidente di questa presenza, appartenente ai Kotosh, della quale è stata individuata la più antica colonia americana risalente al 4200 a.C.
Diversi gruppi etnici hanno popolato nel tempo questa regione. Tuttavia, dopo una forte resistenza, venne incorporata nell'impero Inca. Huánuco fa anche parte dell'antica via Cusco-Cajamarca-Cusco.
All'inizio del XIX secolo, durante il processo di emancipazione del Perù, Huánuco fu la prima città a promuoverne l'indipendenza, dove ebbe luogo il primo giuramento il 15 dicembre 1820, dopo diverse rivolte avvenute nelle città di Humalpies, Huallaca e Ambo.

## Geografia antropica

### Suddivisioni amministrative
La regione è suddivisa in 11 province che sono composte di 75 distretti. Le province, con i relativi capoluoghi tra parentesi, sono:
- Ambo (Ambo)
- Dos de Mayo (La Unión)
- Huacaybamba (Huacaybamba)
- Huamalíes (Llata)
- Huánuco (Huánuco)
- Lauricocha (Jesús)
- Leoncio Prado (Tingo María)
- Marañón (Huacrachuco)
- Pachitea (Panao)
- Puerto Inca (Puerto Inca)
- Yarowilca (Chavinillo)